# Veldkrekel
De veldkrekel (Gryllus campestris) is een insect uit de familie van de krekels (Gryllidae). De soort werd vermeld door Carl Linnaeus in zijn Systema naturae uit 1758. Oorspronkelijk werd de wetenschappelijke naam Acheta campestris gebruikt.

## Uiterlijke kenmerken
De veldkrekel heeft vleugels maar leeft voornamelijk op en in de bodem. Hij heeft een rond lichaam en een gedrongen bouw. Kop en halsschild zijn zeer stevig en glanzend zwart, de voorzijde lijkt enigszins op een helm. Bij het mannetje is de vleugelbasis lichter tot geel terwijl bij het vrouwtje de vleugels overwegend bruin zijn. Met haar relatief grote achterlijf heeft zij een plomper uiterlijk.
De mannetjes worden 18 tot 26 mm lang, vrouwtjes worden 19 tot 27 mm.
De mannetjes zijn echter ook makkelijk van de vrouwtjes te onderscheiden doordat deze laatste een duidelijk zichtbare legbuis hebben waarmee de eitjes in de bodem worden afgezet. De legbuis heeft bij deze soort een verdikking aan het uiteinde. Bij jonge nimfen is seksuele differentiatie op zicht zo goed als onmogelijk. De cerci zijn zowel bij de mannetjes als bij de vrouwtjes relatief lang en draadvormig. De volwassen veldkrekel is doorgaans te zien (en te horen) van begin mei tot uiterlijk eind juli. De veldkrekel is daarmee de eerste sprinkhaanachtige die in het seizoen gehoord wordt.

### Onderscheid met andere soorten
De veldkrekel is door het zwarte lichaam en plompe voorkomen alleen met de zuidelijke veldkrekel (Gryllus bimaculatus) te verwarren. Deze laatste soort heeft een halsschild dat even breed is als de kop, bij Gryllus campestris is het halsschild smaller dan de kop. De zuidelijke veldkrekel komt in de Lage Landen in het wild normaal gesproken niet voor.

## Verspreiding
De veldkrekel komt voor in centraal- en zuidelijk Europa, noordelijk Afrika en westelijk Azië.
In Nederland komt de veldkrekel voor in Het Gooi, de duinen van Voorne-Putten en Schouwen-Duiveland, de Veluwe, Noord-Brabant en Zuid-Limburg.
In Vlaanderen is de soort bedreigd en wordt hij voornamelijk opgemerkt in de provincie Limburg en de Antwerpse Kempen waar er plaatselijk nog vrij grote metapopulaties voorkomen. Met enkele middelgrote populaties in de omgeving van Diest maar ook kleine en dus erg kwetsbare relictpopulaties zoals bijvoorbeeld in Kessel-Lo - waar hij in het gazon van twee kleine aanpalende tuinen voorkomt - en in Keerbergen (Kruisheide), is deze insectensoort zeldzaam tot zeer zeldzaam in Vlaams-Brabant. In Oost-Vlaanderen zijn er nog twee gekende vindplaatsen (een grote populatie in Stekene tegen de Nederlandse grens en een relictpopulatie op een oude zandheuvel van een golfterrein in Sint-Martens-Latem). In West-Vlaanderen leek de soort sinds 1980 uitgestorven te zijn, maar in 2016 werd hij herontdekt op de Schobbejakshoogte.

## Biotoop

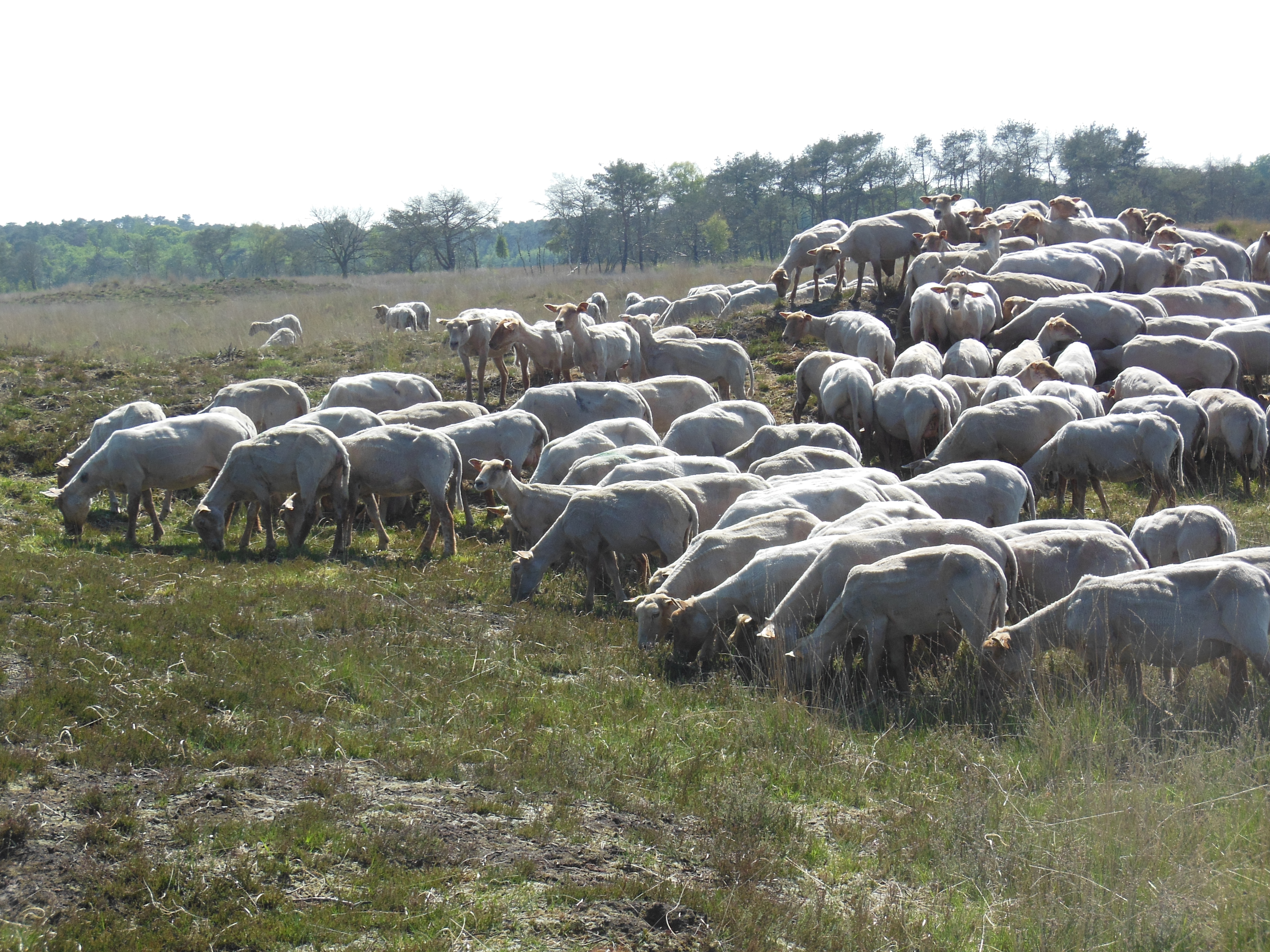
Veldkrekelbiotoop van begraasd heischraal grasland

Het biotoop van de veldkrekel bestaat uit zonnige, droge en schrale, licht begroeide plaatsen. In zijn noordelijk verspreidingsgebied komt hij bijna uitsluitend voor in oligotrofe grasland- en heidegebieden. De veldkrekel is een warmteminnende en bodembewonende soort die noch vliegt, noch klimt. Om zich te beschermen graaft hij een verticale gang onder graspollen of plantenwortels en maakt hiervoor gebruik van zijn sterke kaken of mandibels. Eén per één werkt hij achterwaarts kruipend een hoopje aarde naar buiten. De vochtige zandkorrels worden zo goed en zo kwaad mogelijk bijeengehouden door ze tussen kop en borststuk tegen de bodem te drukken en naar buiten te slepen. Eenmaal enkele centimeters van de ingang verwijderd, verspreidt de krekel het aangesleepte materiaal door hevig met zijn achterste poten te bewegen, zodanig dat het uitgegraven zand tussen de vegetatie niet opvalt. De tunnel is gewoonlijk tussen de 20 en 30 cm diep met een diameter van ongeveer 15 mm en eindigt in een kleine ronde ruimte waarin overwinterd wordt.
Door zijn deels ondergrondse levenswijze verdraagt de veldkrekel een hoge begrazingsdruk en verkiest dit zelfs wegens de ijle, schrale vegetatie met hier en daar kale plekken die daardoor ontstaat en waardoor de krekel zijn temperatuur snel kan doen stijgen zonder zich al te ver van de ingang van het hol te moeten verwijderen. Tegelijkertijd kan het geluid dat door mannetjes geproduceerd wordt, verder dragen. Hoewel de holletjes naar alle windrichtingen wijzen, zullen de meeste naar het zuiden, zuidoosten of zuidwesten gericht zijn.

## Voortplanting

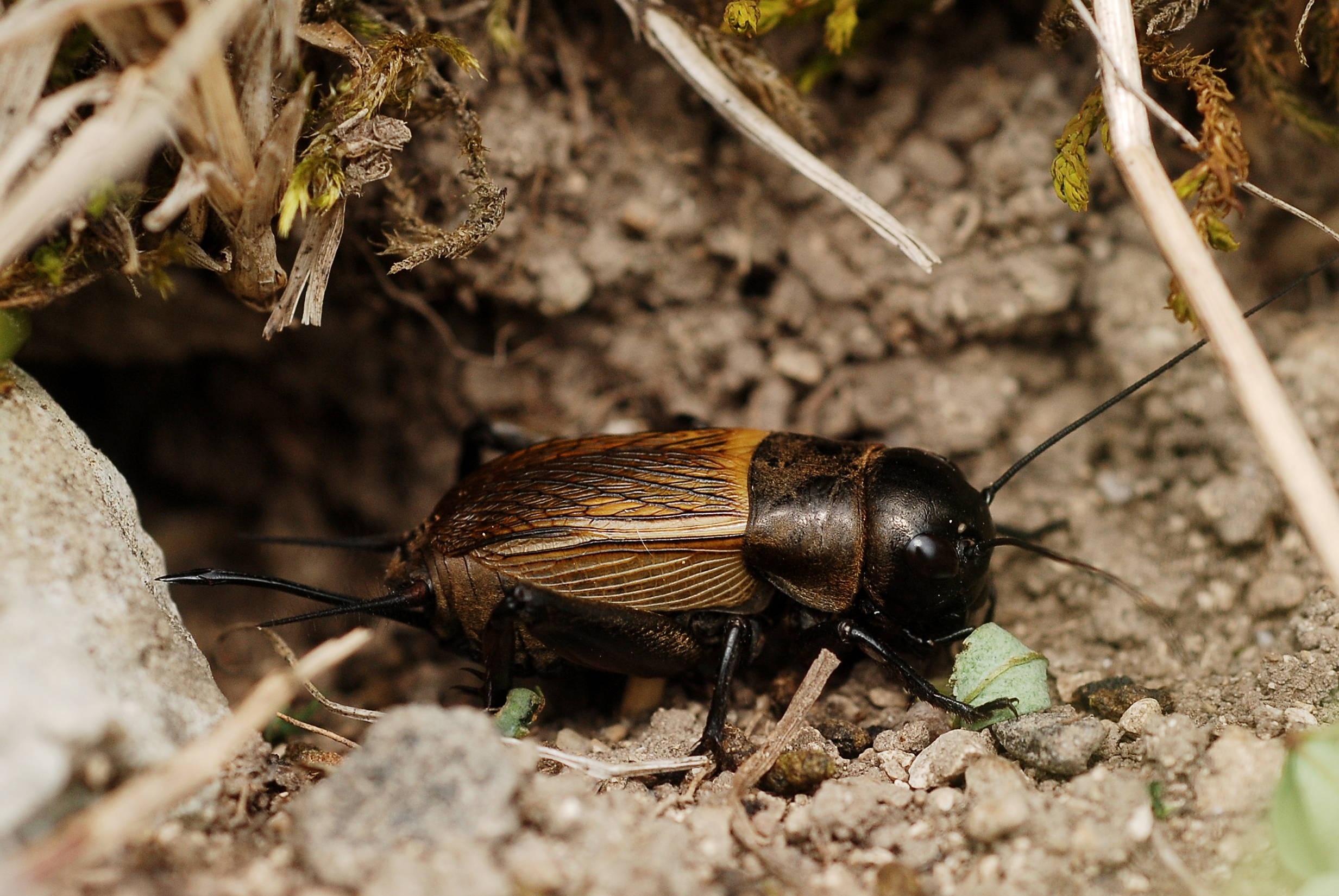
Vrouwtje

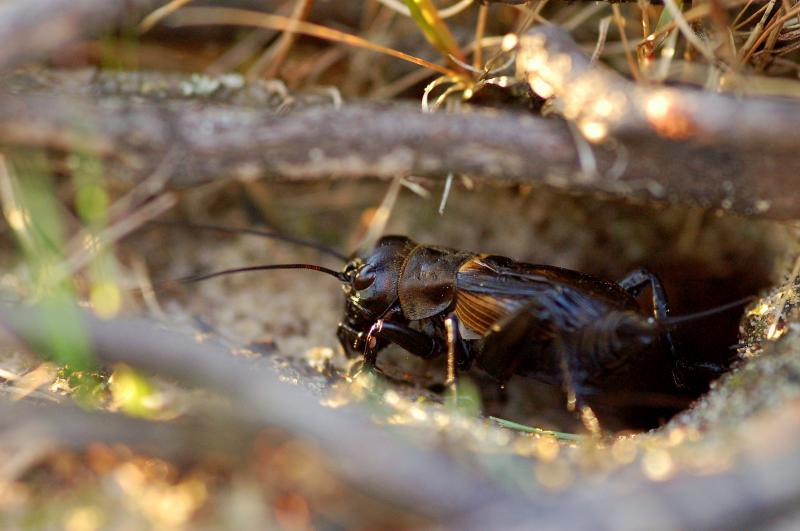
Mannetje

Nimf

Veldkrekels zijn semelpare of univoltiene insecten, waarbij enkel de nimf overwintert. Na de laatste vervelling, bij warm weer vanaf half april, knagen ze vlak voor het hol planten weg om een soort podium, arena genoemd, te maken. De oppervlakte van dit podium varieert tussen de 3 cm² en 72 cm². Hier zit de krekel te zonnen en –wat de mannetjes betreft– te tjirpen, maar bij het minste gevaar schiet hij terug zijn schuilplaats in. Bij een ietwat hogere begroeiing van de habitat zal er links of rechts van het arena een kort gangetje door de vegetatie heen geknaagd worden. Veldkrekels zijn helemaal niet strikt aan hun territorium gebonden en zullen regelmatig andere holtes bezoeken om een partner te vinden of er hun rivalen uit te verdrijven. Beide geslachten zijn immers erg territoriaal en een holte wordt enkel gedeeld met een exemplaar van het andere geslacht. Gemiddeld bezetten mannetjes maar 2,8 dagen hetzelfde arena, een kleine minderheid blijft meer dan 10 dagen de holte trouw. Op vlakten met een hoge veldkrekeldensiteit, komen er een gelijk aantal aan het hol tjirpende, aan het hol niet tjirpende en dolende mannetjes voor. Niet tjirpende mannetjes die bij een arena op wacht staan, hebben in dit geval meer kans op paren. Bij een lage veldkrekeldensiteit echter, zal de populatie de neiging hebben om zich te groeperen, en zullen er verhoudingsgewijs meer tjirpende mannetjes voorkomen. In dat geval hebben zij meer kans om een vrouwtje aan te trekken dan de dolende of passieve mannetjes. Mannetjes die geen eigen onderkomen meer hebben, zijn kwetsbaar en moeten ofwel op hun beurt een nieuwe holte inpalmen ofwel een andere schuilplaats zoeken. Dit kan onder een wortel, een steen of enig ander beschermend voorwerp, zoals zelfs bouwafval onder de vorm van plastieken platen of planken zijn. De gangen die evenwel tijdens het paarseizoen gegraven worden, zijn doorgaans niet meer zo diep.
De mannetjes zingen vanaf een temperatuur van 12-13 °C, zowel overdag als tijdens het eerste deel van de nacht. Het geluid ontstaat door stridulatie en is typisch krekelachtig; kri..kri..kri waarbij altijd de linkervleugel onder de rechtervleugel wordt geschoven.
Eenmaal een vrouwtje in de buurt opduikt, begint het mannetje zachter en hoger te tjirpen waarbij hij haar met kleine rukjes achterwaarts nadert. Indien zij paringsbereid is, wurmt het mannetje zich onder haar en deponeert hij een zaadpakketje in het geslachtsorgaan van zijn partner. Dit wit pakketje is met wat geluk ook goed te zien, na uiterlijk een half uur wordt het donkerder. Na de bevruchting wordt de balts hervat om te verhinderen dat een ander mannetje het pakketje zou verwijderen, hierbij wordt het vrouwtje ook intens door het mannetje gevolgd.
De vrouwtjes leggen reeds in mei hun eitjes die in kleine pakketjes van twintig tot veertig stuks met behulp van hun legboor in de grond worden gedeponeerd, zo’n 1.000  in totaal. Dit kan op de grond zijn maar ook op vermolmend hout, het celweefsel van planten of een boomstronk. Het leggen van de eieren gebeurt zowel in de nabijheid van het hol als verder het veld in. Na gemiddeld 26 dagen (gewoonlijk in juni) komen de eerste nimfen uit de grond gekropen, zij zijn dan reeds 1 mm lang, groeien zeer snel en kunnen na een zestal weken 20 mm bereiken.
Veldkrekelnimfen doorlopen 11 verschillende stadia.
Om te vervellen gaan jonge nimfen met hun kop omlaag gericht aan een grasspriet of enig andere lage plant hangen. Vlak na de vervelling hebben ze een vuile bruinrode kleur. Het vervellingshuidje (of exuvia) wordt gewoonlijk opgegeten. De laatste twee stadia verlopen na de winter. Pas bij het voorlaatste stadium - in West-Europa rond eind maart, begin april - zal de seksuele differentiatie met het blote oog kunnen vastgesteld worden omdat de vrouwtjes een korte legbuis vertonen. Omdat de imagines doorgaans tegen eind juli sterven, gebruiken de grotere nimfen de holtes van hun voorgangers, maar elk jaar zullen er ook nieuwe gegraven worden. De geslachtsverhouding verloopt ongelijk: voor elk vrouwtje komen er ongeveer 1,25 mannetjes voor.

## Voedsel
Als de schemering inzet komt hij tevoorschijn en gaat op zoek naar voedsel. Door de schraalheid van zijn biotoop is de veldkrekel niet erg kieskeurig en mag zelfs een polyfaag en opportunist genoemd worden. Zijn voedsel bestaat dan ook uit wat hij in zijn onmiddellijke omgeving kan vinden. Grassen en kruiden die hij in zijn habitat tegenkomt, vormen het hoofdbestanddeel van zijn menu, maar ook hun wortels, zaden en kiemen worden verorberd. Met zijn stevige kaken gaat hij zelfs ietwat grotere zaden eerst van hun zaadhuid ontdoen om het voedzame kiemwit te kunnen bereiken. Indien voorhanden, zullen zowel de nimfen als de imagines een voorkeur hebben voor het proteïnerijke handjesgras of ook het raaigras. Van de paardenbloem worden de bladeren niet gegeten terwijl hun voedzame zaadjes soms zelfs actief opgezocht worden. Hoewel de veldkrekel zijn holte kan delen met een occasionele spin, zullen dierlijke eiwitten in de vorm van kleine, trage geleedpotigen of zelfs een dood (zoog)diertje niet versmaad worden.

## Bedreigingen en beschermingsmaatregelen

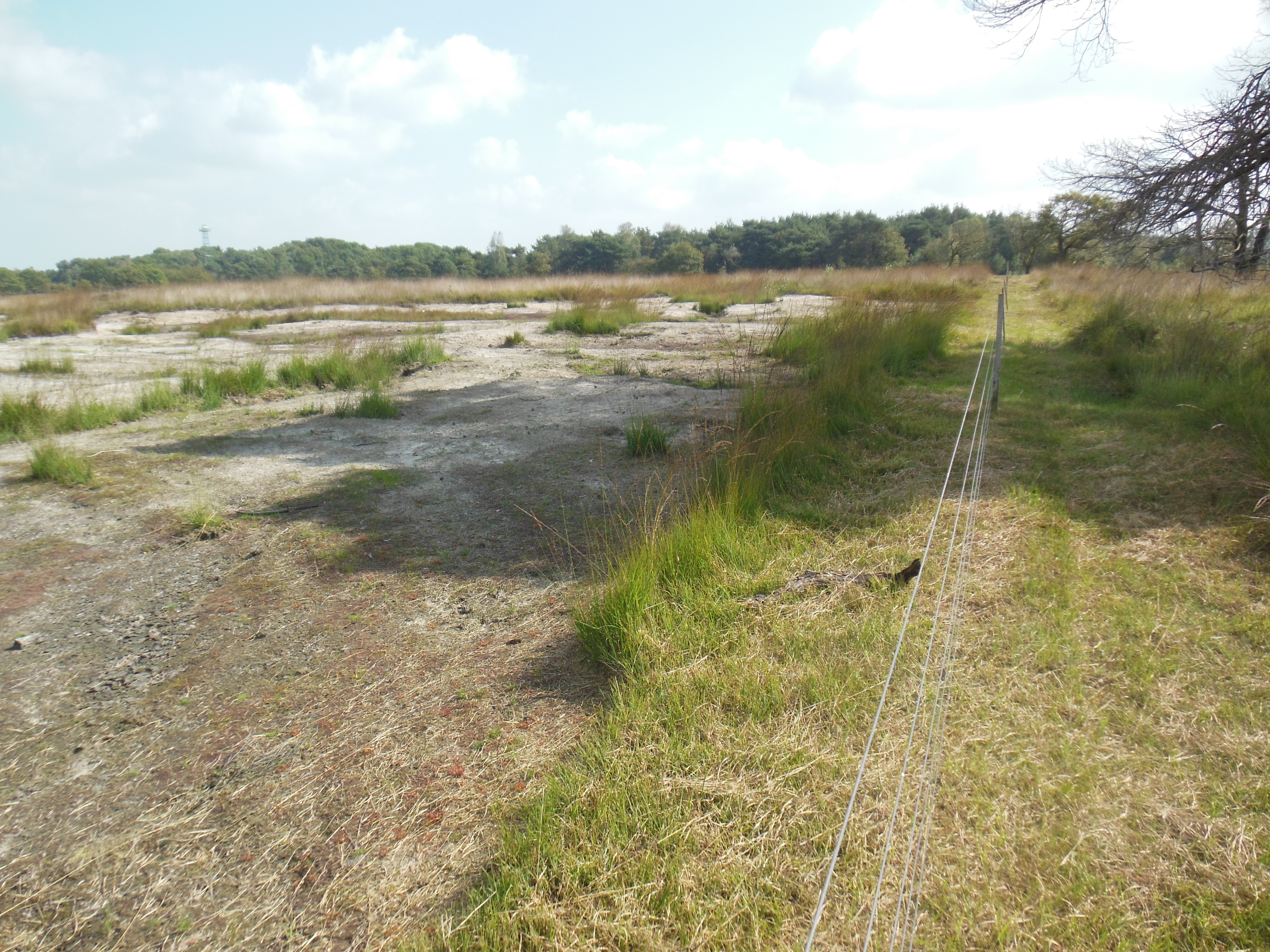
Geplagd stuk grond in de Kalmthoutse Heide in België

In België en Nederland gaat de soort al lange tijd achteruit en is niet meer overal algemeen. Door het verdwijnen van zijn biotoop, hoofdzakelijk veroorzaakt door habitatfragmentatie en eutrofiëring van de bodem door overbemesting, wordt de soort in deze twee landen steeds zeldzamer en dringen beschermingsmaatregelen zich op. Het plaggen, het inzetten van schapen en eventueel het kleinschalig gecontroleerd branden, gecombineerd met het verplaatsen van deze niet vliegende insecten, bieden een oplossing.
In Nedersaksen (Duitsland), met eind twintigste eeuw nog maar tien bekende populaties, werden nimfen in een laat stadium van hun onvolledige gedaanteverwisseling met succes verplaatst naar andere natuurreservaten . In de nabijgelegen deelstaat Hessen wordt een soortgelijk initiatief met succes toegepast.
In Groot-Brittannië was er tegen 1990 nog maar één bekende vindplaats in Coates, West Sussex die minder dan 100 volwassen individuen telde. Van deze populatie werden veldkrekels ex situ in de Londense zoo gekweekt en in de vroege herfst uitgezet. In totaal werden over 8 seizoenen meer dan 17.000 nimfen in geschikte biotopen gereïntroduceerd. Dit kweekprogramma heeft deze soort voorlopig van een zekere ondergang gered en de Britse veldkrekelpopulatie bereikt nu zo'n 1.000 adulten.

## Relictpopulaties en inteelt
In dichtbevolkte delen van Europa zoals Nederland en Vlaanderen, maar ook in grotere landen zoals Spanje, Duitsland en Polen, werden populaties verdrongen of door habitatfragmentatie van elkaar gescheiden en overleven de overblijvende veldkrekels in soms erg kleine biotopen. Onderzoek heeft aangetoond dat in tegenstelling tot de zuidelijke vorm Gryllus bimaculatus, onze veldkrekel geen mechanisme heeft om inteelt te vermijden. Het paringsgebeuren berust op toevallige ontmoetingen tussen de individuen onderling (panmixie) die de (kleine) populatie uitmaken. Omdat de meeste veldkrekels doorgaans weinig mobiel zijn en zich minder dan 10 meter van hun geboorteplaats verwijderen, is het gevaar op inteelt zeer groot.
Tevens veroorzaken periodieke populatie-instortingen, waarschijnlijk naar aanleiding van slechte weersomstandigheden, een genetische flessenhals waarbij de populatie met 2/3 kan krimpen. Echter kon er bij Gryllus campestris geen negatieve gevolgen door inteelt vastgesteld worden, wat entomologen toch voor een raadsel stelt. Aan de andere kant blijkt de veldkrekel zich onder gunstige omstandigheden ook weer zeer snel te kunnen herstellen. Na een warme zomer en een koude winter bleek een populatie zich van 200 naar 25.000 individuen vermeerderd te hebben.

## Predatie

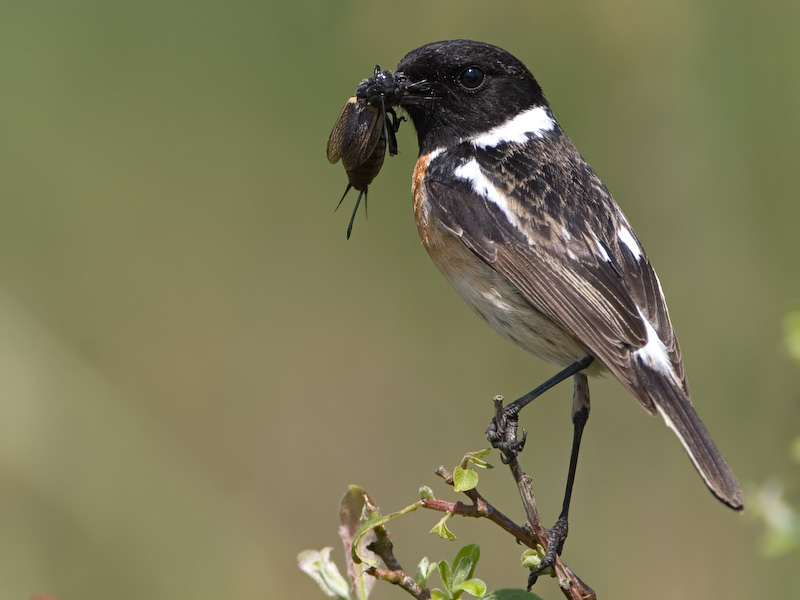
Roodborsttapuit met buitgemaakte vrouwelijke veldkrekel

Veldkrekels converteren de schrale vegetatie in water en kostbare eiwitten en worden dus zowel door ongewervelden als zoogdieren en vogels gepredeerd. Zij bevatten zoals veel insecten niet alleen een zeer hoog proteïnegehalte maar wegen bovendien doorgaans tussen 1,2 en 2 gram. Er zijn meldingen van de wolfspin, de spitsmuis, het roodborstje, de ekster, de klauwier, de klapekster en de roodborsttapuit om er maar enkele te noemen. Van alle sprinkhaanachtigen, bestaat het dieet van de Iberische klapekster tijdens de broedperiode uit niet minder dan 85,5% veldkrekels.
Ongepaarde vrouwtjes en mannetjes hebben dezelfde kans om ten prooi te vallen aan een hongerige predator. Veldonderzoek heeft echter aangetoond dat de aanwezigheid van een vrouwtje een grote invloed heeft op de wijze waarop het mannetje de ruimte in en rond de holte gebruikt. Mannetjes blijven niet alleen langer met wijfjes die enige gewilligheid tot paring aan de dag leggen, ze zijn ook succesvoller in het verdrijven van indringers. Singles, zowel mannetjes als vrouwtjes, komen in een populatie 6 maal meer voor dan gepaarde exemplaren en beide geslachten gebruiken in dat geval de ruimte rond het arena op dezelfde wijze; ze blijven op een veilige afstand van de holte. Bij gepaarde veldkrekels zal het mannetje de neiging hebben om zich verder te verwijderen en minder in de holte te schuilen. Dit laat het wijfje toe om het arena dicht tegen de ingang te bezetten om te foerageren of om haar eieren te deponeren. Het gevolg is dat het mannetje 3,9 keer meer kans heeft om ten prooi te vallen aan een predator omdat hij ofwel geen tijd heeft om zich te verschuilen of omdat hij als eerste uit de gang gegraven kan worden (bvb door een spitsmuis), terwijl de sterftekans voor het vrouwtje 5,6 keer kleiner is. Bovendien worden gepaarde veldkrekels 4 keer meer aangevallen dan ongepaarde. Dit voor het mannetje ogenschijnlijk nadelig beschermingsgedrag verhoogt echter aanzienlijk zijn kansen om zijn genen door te geven terwijl de winst voor het vrouwtje volledig is: zij wordt niet gedwongen om bij een bepaald mannetje te blijven en kan dus naar believen van holte veranderen.

## Areaaluitbreiding
Ondanks het feit dat de veldkrekel sessiel is, zullen in iedere (meta)populatie wel enkele migrerende individuen voorkomen die zich 200, 500 of 1.000 m verder zullen vestigen. Dit fenomeen kan dan weer leiden tot een stichtereffect met inteelt tot gevolg. Echter na tien jaar kunnen zulke nieuw gestichte populaties reeds genetisch afzonderlijke clusters vormen.
Slechts af en toe, vooral in grote populaties, worden langvleugelige exemplaren aangetroffen, maar deze zijn uiterst zeldzaam en nog nooit in Nederland waargenomen. Op die manier kunnen de grote populaties zich ruimer verspreiden. Optimaal beheer van voor deze soort geschikte gebieden kan de populaties doen groeien, het voorkomen van langvleugelige exemplaren in de hand werken en zo de verspreiding van de veldkrekel ten goede komen.
Er zijn echter ook gevallen van zoöchorie gekend waarbij de verspreiding gebeurt via schapen. Deze dieren, maar ook geiten, koeien en paarden, worden immers veel gebruikt om natuurgebieden op een ecologische wijze te beheren. Nimfen kunnen in hun vacht als toevallige "blinde passagiers" de voor hen onoverkomelijke afstanden of hindernissen overwinnen.
Uitbreiding naar nieuwe, afgelegen gebieden is echter ook mogelijk via het afvoeren van maaisel of hooi naar een geschikt areaal, of gewoon als toevallige passagier in een voertuig.

## Insect van het jaar
In een verkiezing georganiseerd door onder andere Naturalis werd de veldkrekel in Nederland in 2024 verkozen tot insect van het jaar.